# قطع خط الصفر

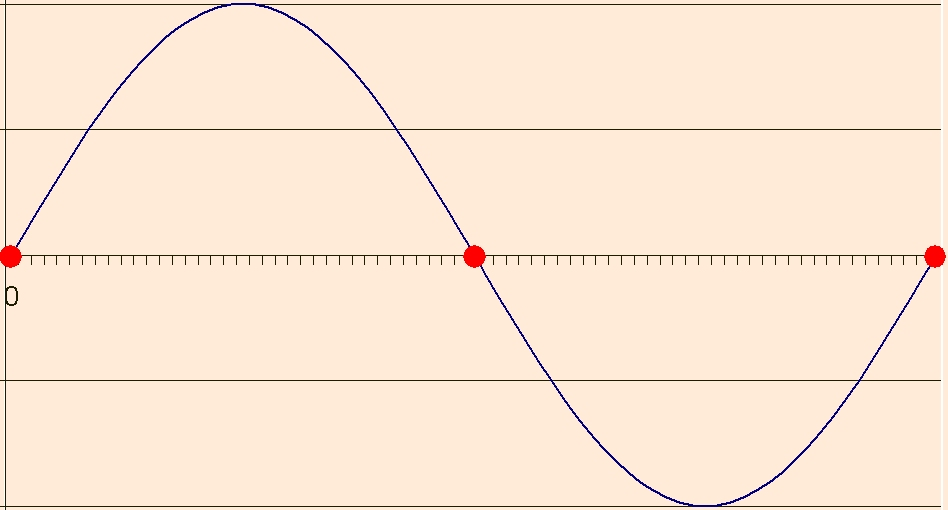

قطع خط الصفر المرور بنقطة تتغير فيها إشارة دالة رياضية، من الموجب للسالب وعكسا، ممثلة بتقاطع المحور في الرسم البياني للوظيفة. وهو مفهوم معروف في الإلكترونيات والرياضيات والصوتيات ومعالجة الصور.